# 大槻俊斎

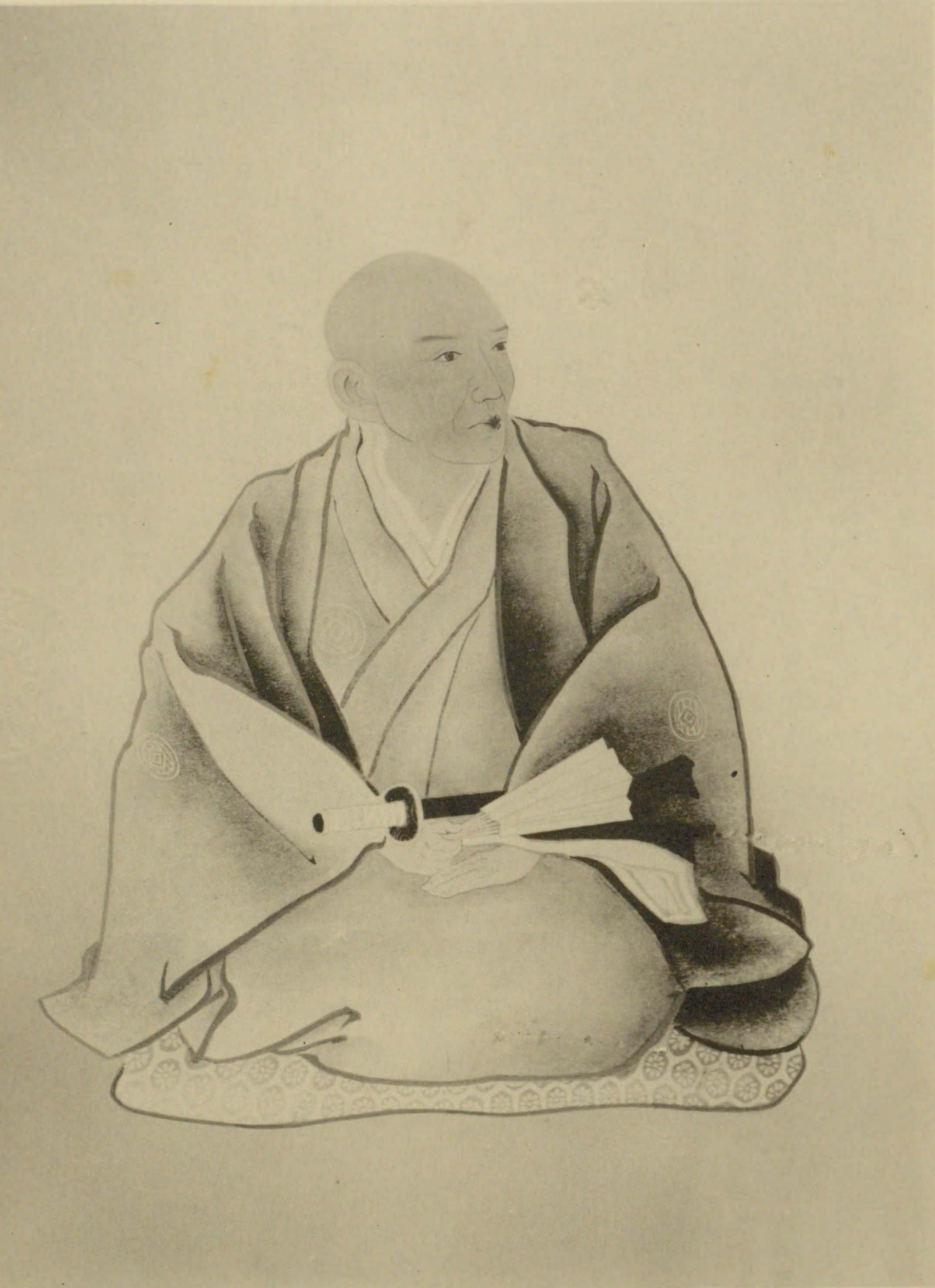
藤浪剛一『医家先哲肖像集』より大槻俊斎

大槻 俊斎（おおつき しゅんさい、文化3年（1806年） - 文久2年4月9日（1862年5月7日））は、幕末の蘭方医、幕府医師。初代西洋医学所頭取。名は肇。

## 生涯・人物
文化3年（1806年）、陸奥国桃生郡赤井村（現・宮城県東松島市）に生まれる。安政5年（1858年）、伊東玄朴・戸塚静海らと図り、お玉が池に種痘所を設立。同所の長となる。万延元年（1860年）9月1日、将軍徳川家茂に拝謁し、お目見え医師となる。同年10月27日、陸奥国仙台藩医より幕府医師に登用される。お玉が池種痘所が公営（幕府営）となったのちも、そのまま頭取を勤めた。
文久2年（1862年）に死去。墓碑は巣鴨総禅寺に存在する。子の大槻玄俊はのちに俊斎の名を継いでいる。
お玉が池種痘所は西洋医学所、医学所等と改称・発展し、東京大学医学部の前身とされるため、俊斎は東大医学部初代総長と見なされている。なお、漫画家の手塚治虫の曽祖父である手塚良仙は妻の兄にあたり、妹は良仙の弟・鮭延良節の妻である。また、同じ仙台藩の出身で蘭学者の家系でもある大槻玄沢の家系とは、血縁的なつながりは無い。